# Toptal
Toptal es una startup de tecnología de Silicon Valley (Estados Unidos), fundada en 2010 por Taso Du Val y Breanden Beneschott. Ofrece al mercado ingenieros de software y diseñadores con gran experiencia para empresas que necesitan de autónomos. Du Val es exintegrante de Fotolog y Slide. Recientemente fue seleccionado por la revista Forbes como uno de los 30 emprendedores sub 30 en la categoría Emprendimientos Tecnológicos de 2015. Toptal cuenta con un estricto proceso de selección para evaluar autónomos de todo el mundo y tiene una tasa de aceptación de alrededor del 3 % de los solicitantes. La compañía posee más de 2000 clientes, entre los que se destacan Airbnb, JPMorgan Chase, IDEO, Axel Springer SE, Pfizer, y Rand McNally. Entre los inversores de Toptal, se encuentra Andreessen Horowitz, la reconocida firma de venture capital; Adam D’Angelo de Quora, Ryan Rockefeller, entre otros.

## Descripción
Toptal recluta ingenieros de software y diseñadores utilizando una serie de entrevistas y pruebas técnicas de acuerdo con el área de especialización del interesado en formar parte de la plataforma. El proceso selectivo para los ingenieros es el siguiente:
| Etapas de la prueba              | Porcentaje de solicitantes que aprueban |
| -------------------------------- | --------------------------------------- |
| Idioma inglés y personalidad     | 26.4 %                                  |
| Examen cronometrado de algoritmo | 7.4 %                                   |
| Pruebas técnicas                 | 3.6 %                                   |
| Test de proyectos                | 3.2 %                                   |
| Excelencia continua              | 3.0 %                                   |

El equipo encargado del reclutamiento consigue matches entre desarrolladores y diseñadores para proyectos de acuerdo a las demandas particulares de cada cliente, un tipo de servicio freelance que contrasta con la estrategia de alto volumen propia de sitios como Freelancer.com. Los clientes tienen un período de prueba sin riesgos de compromiso.
Toptal está cerca de cerrar este 2015 con ingresos de alrededor de 100 millones de dólares.
La empresa no tiene oficinas fijas. Es un equipo que trabaja de manera completamente remota por todo el mundo. Organizan eventos de tecnología a nivel mundial, conferencias de ingeniería de software y talleres de programación, incluyendo asociaciones de trabajo con organizaciones como Hacker Paradise.

## Noticias destacadas
En noviembre de 2015, Toptal fue clasificada en el puesto n.º 1 del Deloitte's Technology Fast 500 award como la compañía de más rápido crecimiento en la categoría mercado de talentos de Estados Unidos. También obtuvo el puesto N° 12 del mismo premio en la categoría empresa de software y el n.º 33 como compañía tecnológica a nivel general.
En 2015 Du Val fue destacado por la revista Forbes en su lista de los 30 principales empresarios menores de 30 en la categoría de emprendedores tecnológicos por su trabajo como el cofundador de Toptal. Además de haber dado conferencias en Harvard Business School o en Udemy, Du Val fue entrevistado por grandes medios tales como CNBC's, Fox Business, entre otros.
En octubre de 2015, la plataforma anunció el lanzamiento de Diseñadores Toptal, noticia dada a conocer en muchos medios especializados, entre ellos, TechCrunch.
En octubre de 2014,  la historia de Breanden Beneschott, COO de Toptal, fue retratada en el blog de Tim Ferriss como la vida de un nómade digital. Beneschott vivió en 29 países a lo largo de tres años mientras iba construyendo la compañía.
En julio de 2013, LinkedIn entró en una fuerte controversia con Toptal. Eliminó fotos de algunas mujeres desarrolladoras, diciendo que los usuarios de la red profesional se habían quejado porque las imágenes eran muy sexis. En respuesta, el director ejecutivo de Toptal, Tasu Du Val, condenó la medida acusándolos de haber cometido un caso de claro sexismo dentro de la industria tecnológica. LinkedIn repuso inmediatamente las fotos alegando que se trató de un error.
La trayectoria de Toptal como plataforma de freelancers viene siendo reflejada en destacados medios de comunicación tales como Entrepreneur, Inc., The Huffington Post o TechCrunch.